# تيالينغ كوبمانز

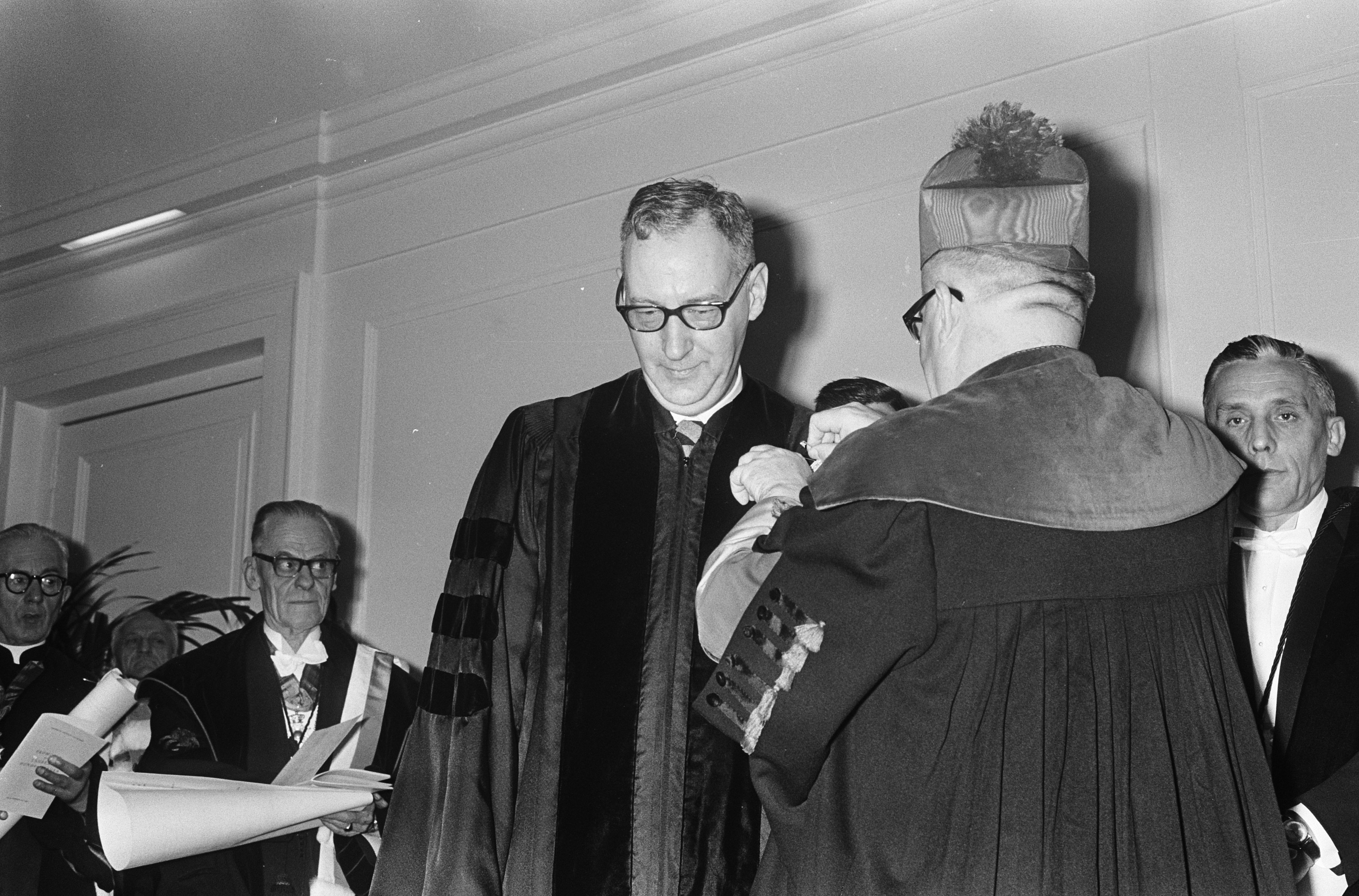
كوبمانز في عام 1967

تيالينغ كوبمانز (بالإنجليزية: Tjalling C. Koopmans)‏ ‏(28 أغسطس 1910 – 26 فبراير 1985) اقتصادي حاصل على جائزة نوبل في الاقتصاد.

## حياته
ولد في عام 1910 في جرافيلاند في هولندا وهو الابن الثالث للأب سجورد وويجتسكي رجل الدين المسيحي ذهب إلى جامعة أوتريخت في سن 17 سنة وفي السنوات الثلاث الأولى، درس الرياضيات والهندسة والتحليل الخاص، وكان يدرس في شكل دقيق، لكن بالأسلوب التقليدي ثم أعقب ذلك قراءة في علم النفس والطب النفسي حتى كان يفكر في الحقيقة في التحول إلى الطب النفسيي عام 1930.
ثم تحول إلى الفيزياء النظرية ولكنة تأثر بكارل ماركس في داس بوستن الذي جاء ليكون أول كتاب يدرس له في الاقتصاد. انتقل إلى أمستردام حيث قابل تينبرخن وكان يلقى محاضرة مرة في الأسبوع. في النصف الأول من هذا العام وقد أدهشه تفانيه في العمل، وكان الشغل الشاغل له الرفاهية الاقتصادية وزيادة المساواة بين جميع البشر، وهو اختيار صائب له الأولوية في أي وقت من حياتة بعد ذلك اهتم بمشاكل لهذه الشواغل.

## إبداعاته
كان أول إبداع له في نموذج اقتصادي واقعي في سلوك العلاقات الاقتصادية. وعموما فأنه درس الأدب الاقتصادي والإحصائي، وحصل علي الدكتوراه في موضوع في الإحصاء الرياضي «الاقتصاد القياسي في التطبيق» في خريف 1935، وقضى أربعة أشهر في أوسلو ثم منح درجة علمية أخرى في نوفمبر 1936 من جامعة ليدن. عمل مع جيمس ميد عن اقتصاديات الرفاهية ومشكلة السكان، وعند وقوع الحرب تمكن من التحرك إلى أوروبا الغربية مع زوجته في 1940. وفي نيويورك بين عامي 1940 - 1941، انضم لبحوث الاقتصاد التابعة لجامعة شيكاغو.
كانت هذة بداية فترة طويلة من التفاعل والتعاون الوثيق والصداقة الشخصية مع مارشال خلال فترة طويلة، كان التركيز فيها على بناء نماذج الاقتصاد القياسي من نوع مبتكر مع تينبرجين، لكن هناك أيضا ستة سنوات قضاها من 1961 إلى 1967 قدم فيها دراسة مشتركة مع ييل مونتياس ومايكل في الوصف والمقارنة الاقتصادية، بينما أمضى بين عامي (1968 - 1969) في مركز الدراسات المتقدمة في العلوم السلوكية في ستانفرد، كاليفورنيا، وكان يتمتع بنشاط عملي في التحليل والنمو الاقتصادى بصورة أكثر تفصيلا مع الأستاذ بنتزيل.
سافر إلى أوروبا الغربية عام 1950 وإيطاليا والاتحاد السوفياتي والهند وأستراليا ونيوزيلندا وبولندا والنمسا.

## من مؤلفاته
- «نسب التبادل بين مختلف البضائع على الطرق (البضائع الجافة غير المبردة)» عام 1942.
- ورقة علمية مع تيالينغ جيم وسبرينغر فيرلاغ 1970.
- «وصف ومقارنة النظم الاقتصادية» (مايكل ج. مونتياس) مقارنة النظم الاقتصادية 1971.

توفى تيالينغ كوبمانز في عام 1985.

## روابط خارجية
- تجالينغ كوبمانز على موقع الموسوعة البريطانية (الإنجليزية)
- تجالينغ كوبمانز على موقع مونزينجر (الألمانية)
- تجالينغ كوبمانز على موقع إن إن دي بي (الإنجليزية)